# Carlos Chavarría
Carlos Chavarría Rodriguez, né le 2 mai 1994 à Estelí au Nicaragua, est un footballeur international nicaraguayen, évoluant au poste d'attaquant au sein du Real Estelí de son pays natal.

## Biographie

### Carrière internationale
Carlos Chavarría est convoqué pour la première fois par le sélectionneur national Enrique Llena pour un match de la Copa Centroamericana 2013 contre le Guatemala, le 18 janvier 2013. Le 7 juin 2015, il inscrit son premier but en sélection contre le Suriname, lors d'un match des éliminatoires de la Coupe du monde 2018 (victoire 1-0). 
Il compte 21 sélections et 5 buts avec l'équipe du Nicaragua depuis 2013.

## Statistiques

### Buts en sélection
Le tableau suivant liste les résultats de tous les buts inscrits par Carlos Chavarría avec l'équipe du Nicaragua.